# Марагинская обсерватория

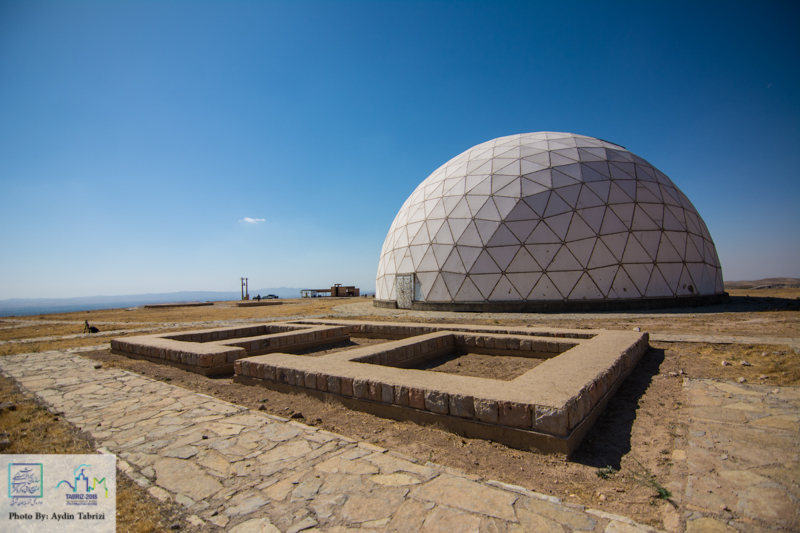
Площадка обсерватории с защитным куполом, укрывающая остатки главного корпуса

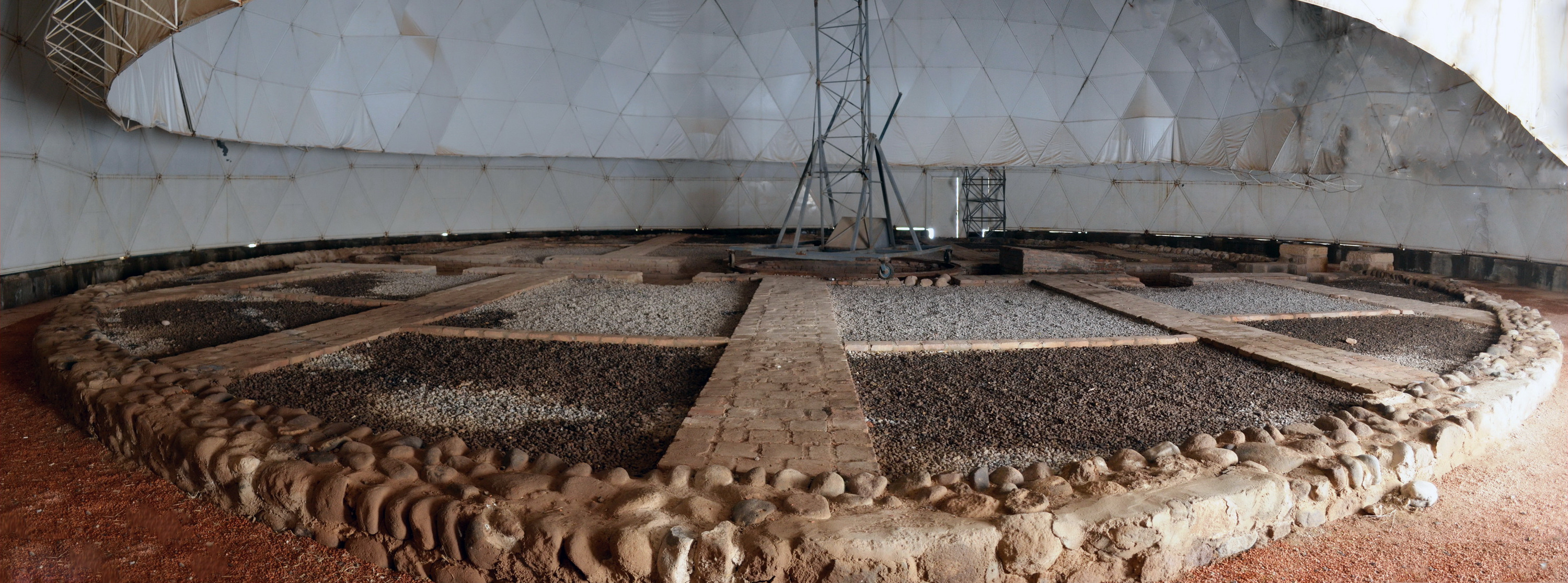
Вид на купол бывшего главного здания

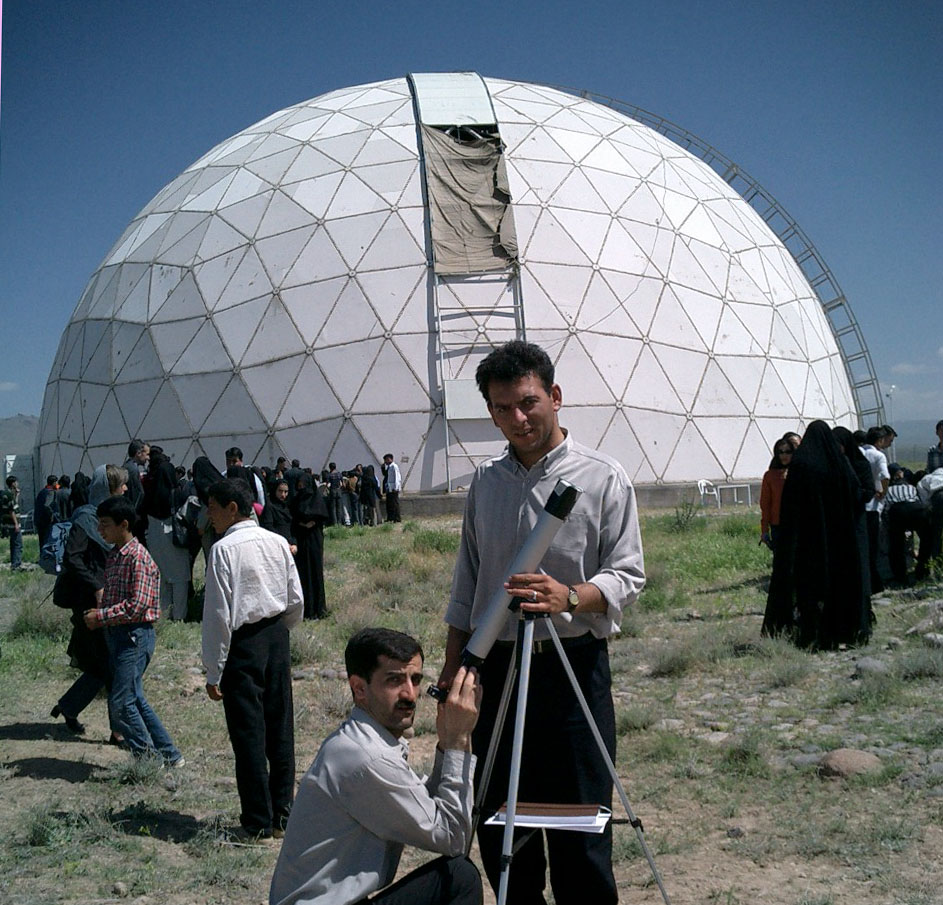
Купол над останками Марагинской обсерватории

Мараги́нская обсервато́рия (перс. رصدخانه مراغه‎) — астрономическая обсерватория, основанная в 1259 году в Мераге выдающимся персидским учёным Насир ад-Дином ат-Туси (1201—1274) с дозволения ильхана Персии Хулагу. Существовала до середины XIV века и являлась крупнейшей обсерваторией своего времени.

## История
Об обстоятельствах, сопутствовавших её основанию, сохранился следующий рассказ. Сначала расходы на строительство обсерватории, инициированное ат-Туси, показались Хулагу чрезмерно большими. Тогда учёный предложил ильхану во время ночёвки его войска спустить с горы медный таз, который, падая, произвёл большой шум и переполох среди воинов. Ат-Туси сказал: «Мы знаем причину этого шума, а войска не знают; мы спокойны, а они волнуются; также если мы будем знать причины небесных явлений, мы будем спокойны на земле». Хулагу убедили слова ат-Туси и он выделил на строительство 20 тысяч динаров. По просьбе ат-Туси, все учёные, захваченные воинами Хулагу, не убивались, а свозились в Марагу. Туда же монголы отправляли все попавшие в их руки рукописи и астрономические приборы.
По свидетельству Рашид ад-Дина, полное строительство обсерватории заняло семь лет. Она размещалась в нескольких зданиях и располагала богатейшей библиотекой (более 400 тысяч рукописей). Обсерватория была оснащена многочисленными инструментами новой конструкции, постройкой которых руководил Муаййад ад-Дин ал-Урди ад-Димашки из Дамаска. Крупнейшим инструментом был стенной квадрант радиусом 6,5 м. В обсерватории имелись также армиллярные сферы и инструмент с двумя квадрантами для одновременного измерения горизонтальных координат двух светил. Сотрудниками обсерватории в Мараге были ас-Самарканди, ал-Казвини, ал-Магриби, аш-Ширази; всего в работе участвовало более ста учёных из разных стран, в том числе из Китая.
Итогом 12-летних (с 1259 по 1271 год) наблюдений марагинских астрономов стали «Ильханские таблицы» (Зидж-и Илхани). В этом труде содержались таблицы для вычисления положения Солнца и планет, звёздный каталог, а также первые шестизначные таблицы синусов и тангенсов с интервалом 1′. На основании наблюдений звёзд ат-Туси очень точно определил величину предварения равноденствий (51,4″). Таблицы также содержали список географических координат 256 городов мира.
Марагинская обсерватория оказала исключительное влияние на обсерватории многих стран Востока, в том числе на обсерваторию в Ханбалыке. Преемницей Марагинской обсерватории стала обсерватория в Тебризе, основанная учеником ат-Туси Кутб ад-Дином аш-Ширази в период правления Газан-хана. Вероятно, из этой обсерватории происходят сведения византийских источников о лунном затмении 1295 года и солнечном 1296. В Тебризской обсерватории при Газане и его преемниках Олджейту и Абу Са’иде плодотворно работал Шамс ад-Дин Мухаммед аль-Вабканви, сообщавший о наблюдавшихся им «парадах планет» в 1286, 1305 и 1306 годах.
Архитектура Тебризской обсерватории, в свою очередь, оказала влияние на проект Обсерватории Улугбека в Самарканде.

## Современное состояние
Руины Марагинской обсерватории находятся в трёх километрах к западу от современного города. В настоящее время для сохранения остатков памятника над ним возведён латунный купол.
Небесный глобус из Марагинской обсерватории, спроектированный в 1279 году ал-Урди, хранится сейчас в Физико-математическом музее Государственных художественных собраний Дрездена. Глобус сделан из бронзы, инкрустированной золотом и серебром.

## Галерея

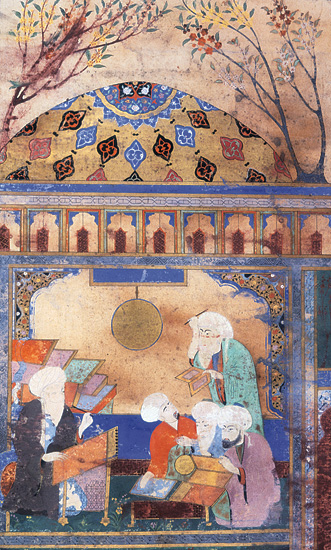
Картина Ат-Туси и его коллег, работающих над Зидж-и Ильхани в обсерватории
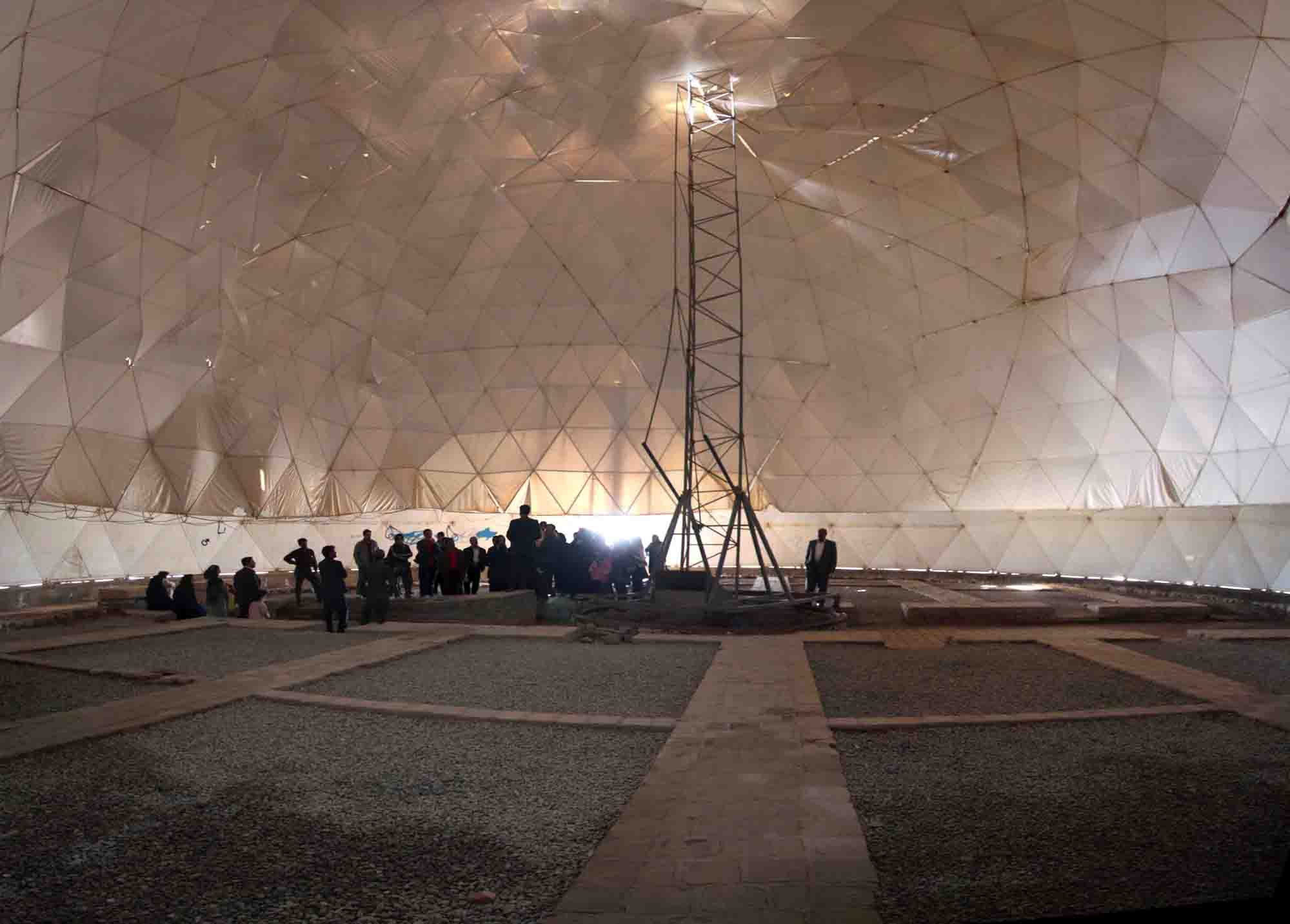
Экскурсионная группа внутри защитного купола
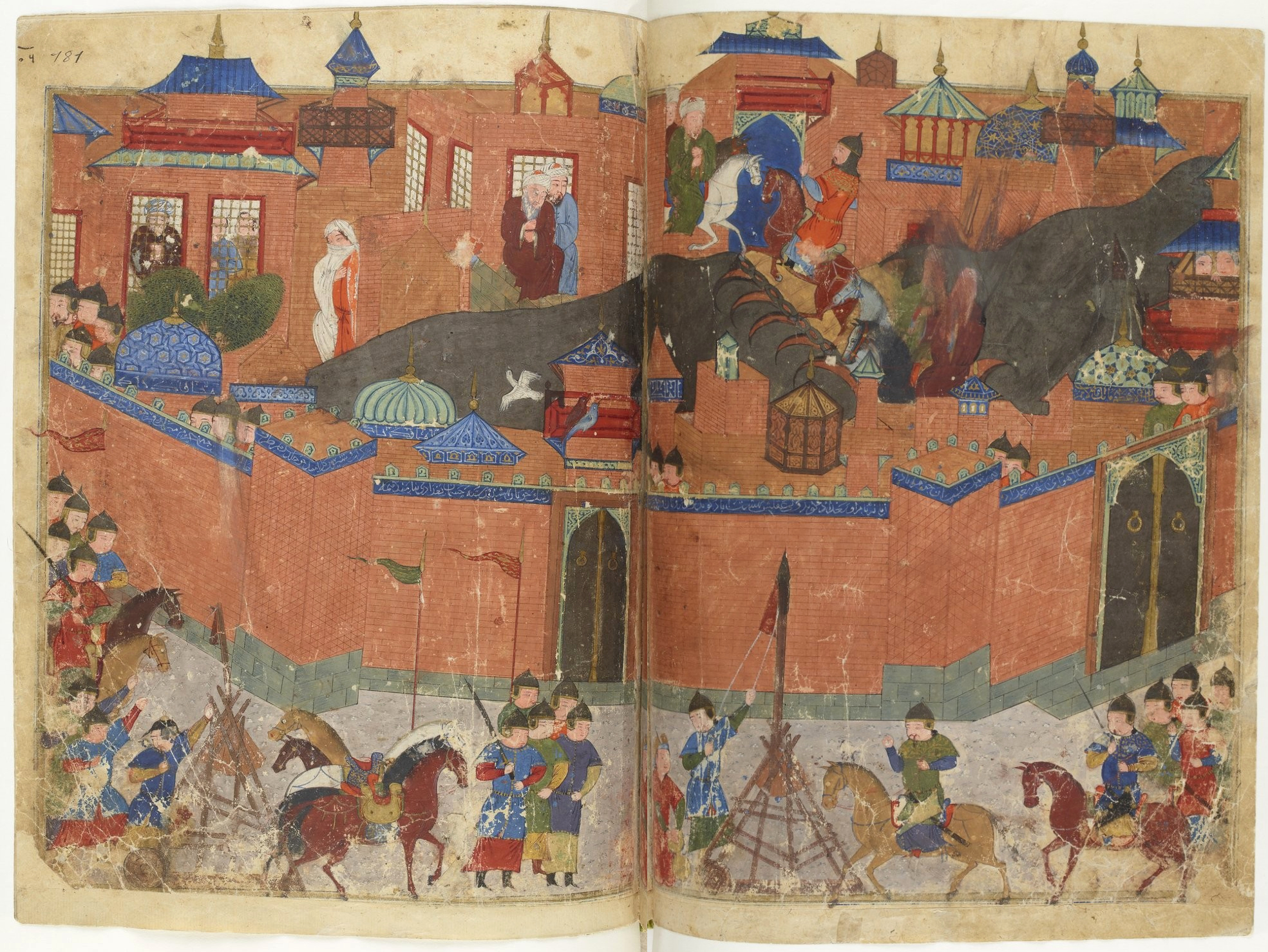
Картина, изображающая захват Багдада Хулагу
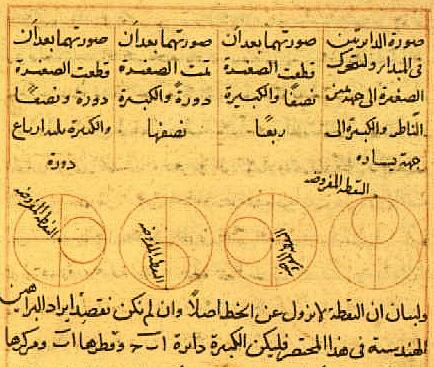
Пара Туси из Ват. арабского манускрипта 319
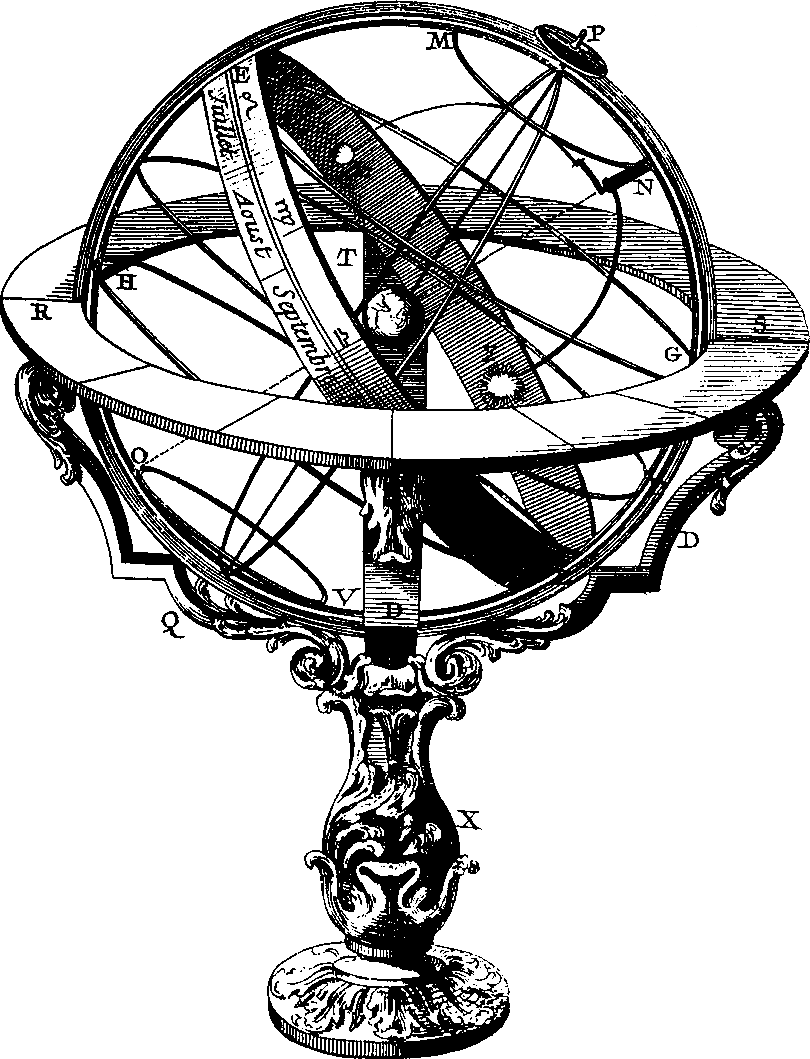
Армиллярная сфера